# Česká genealogická a heraldická společnost v Praze
Česká genealogická a heraldická společnost v Praze (ČGHSP) je český spolek se sídlem v Praze, který si klade za cíl podporovat a rozvíjet genealogii, heraldiku a jiné pomocné vědy historické a přibližovat je českým občanům. Za tímto účelem pořádá přednášky a pravidelně vydává časopis Genealogické a heraldické listy (GHL). Organizace také provozuje registr osobních znaků, který si zde může registrovat (za poplatek) kterýkoliv občan České republiky.

## Požadavky pro registraci osobního znaku
ČGHSP má specifické požadavky pro registraci osobního znaku a každý návrh je vždy odborně posouzen komisí. Samotný znak musí obsahovat štít, přilbu, přikryvadla, točenici a klenot, popřípadě heslo/motto. Je doporučeno užít kolčí přílbu, ale akceptovány jsou i přílby hrncovité, kbelíkové a cylindrové. Naopak je u registrovaných znaků zakázáno užívat helmovní korunky, řádové dekorace, hodnostní odznaky, čepice, klobouky, štítonoše, prapory, půdu, trofeje, pokřiky, stany a pláště. Zvláštní případ jsou pak písmena v samotném znaku. Pokud jsou dobře odůvodněna, je možno užít velké písmeno.